# Szczecińskie Przedsiębiorstwo Autobusowe „Klonowica”

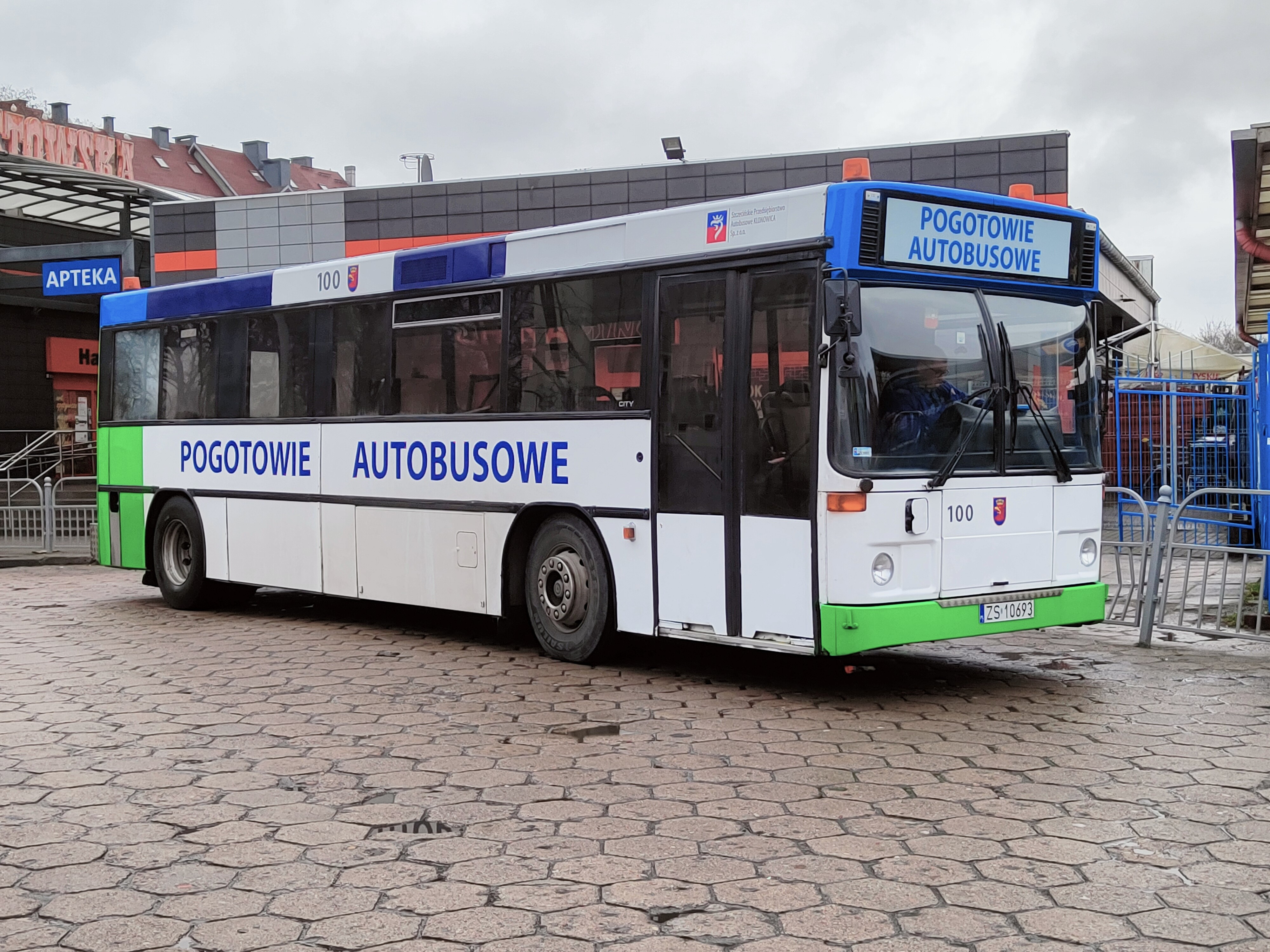
Volvo B10MA nr 100 – jedyny autobus techniczny w Szczecinie

Szczecińskie Przedsiębiorstwo Autobusowe „Klonowica” (w skrócie SPAK lub SPA Klonowica) – samodzielna spółka prawa handlowego będąca w całości własnością gminy Miasto Szczecin. Jest jedną z czterech zajezdni autobusowych obsługujących komunikację miejską. Siedziba spółki mieści się w dzielnicy Zachód na osiedlu Zawadzkiego-Klonowica przy ulicy Klonowica 3c, obok spółki Tramwaje Szczecińskie.

## Opis
Funkcjonuje jako oddzielna spółka od 1 listopada 1999 r., kiedy w życie weszła uchwała Rady Miasta o wydzieleniu jej z MZK – podobnie jak Szczecińskie Przedsiębiorstwo Autobusowe „Dąbie”. Na zlecenie ZDiTM obsługuje następujące linie autobusowe: 51, 53, 57, 60, 63, 68, 69, 70, 75, 78, 80, 82, 86, 87, 89, 90, 92, 99 oraz linię pospieszną B.

## Tabor
Według stanu z lutego 2024 r. SPA Klonowica posiada 105 autobusów.